# レイテ州

レイテ州

レイテ州（レイテしゅう、Province of Leyte）は、フィリピン中部ビサヤ諸島にある州で、東ビサヤ地方（Eastern Visayas, Region VIII）に属している。州都はタクロバン（Tacloban）である。面積は5,712.8km2、人口は1,724,679人（2015年）。

## 歴史
レイテ州は1917年に創設されたが、島全体の管轄が困難だったため1960年に南レイテ州が分離した。北のビリラン島も元々レイテ州の一部であったが、1992年5月11日に分離、ビリラン州となっている。
州の東部のレイテ湾、および州全体が第二次世界大戦の戦場である。これを記念した慰霊碑や記念碑がレイテ州内各地にある。

## 地理
レイテ島の北中部を占め、南部は南レイテ州と地続きである。北東部沖のサマル州（サマール島）とはサン・ファニーコ橋によって結ばれている。北にはビリラン島（ビリラン州）が浮かび、その向こうはサマール湾となっている。西は中部ビサヤ地方のセブ州、ボホール州とカモテス海を挟んで隣接している。

## 行政区分
レイテ州には、2つの都市（Independent cities）、3つの市（Component cities）、40の基礎自治体（Municipality）がある。

### 基礎自治体
1. Abuyog
2. Alangalang
3. Albuera
4. Babatngon
5. Barugo
6. Bato
7. Burauen
8. Calubian
9. Capoocan
10. Carigara
11. Dagami
12. Dulag
13. Hilongos
14. Hindang
15. Inopacan
16. Isabel
17. Jaro
18. Javier
19. Julita
20. Kananga
21. La Paz
22. レイテ（英語版）
23. MacArthur
24. Mahaplag
25. Matag-ob
26. Matalom
27. Mayorga
28. Merida
29. パロ（英語版）
30. Palompon
31. Pastrana
32. San Isidro
33. San Miguel
34. Santa Fe
35. Tabango
36. Tabontabon
37. Tanauan
38. Tolosa
39. Tunga
40. Villaba

### 主要都市
都市（Independent cities）はタクロバンと、西岸のオルモック（Ormoc）の2つ、市（Component cities）はバイバイ（Baybay）。

## 産業
おもな産業は農業で、低地では稲作が、高地ではココナツ栽培が盛んである。特にココナツはココナツ油採取につながる重要な商品作物になっている。

## 住民

### 言語
州の西部と南部ではセブアノ語が主に話され、ビサヤ諸島の中心セブとのつながりが深い。州の東と北ではワライ語が主に話され、東のサマール島とのかかわりが深い。

## 交通

### 空路
- en:Daniel Z. Romualdez Airport

### 陸路
- サン・ファニーコ橋・・・サンタ・リタ（英語版）（サマール島サマル州） - タクロバン（レイテ島レイテ州）間